# Celastrina britanna
Celastrina britanna är en fjärilsart som beskrevs av Ruggero Verity 1919. Celastrina britanna ingår i släktet Celastrina och familjen juvelvingar. Inga underarter finns listade i Catalogue of Life.